# Kruidkers
Kruidkers (Lepidium) is een geslacht van circa 175 plantensoorten uit de kruisbloemenfamilie (Brassicaceae).
De peperkers (Lepidium latifolium) en de tuinkers (Lepidium sativum) worden wel in de keuken gebruikt.

## Botanischebeschrijving
De soorten zijn eenjarige of meerjarige, kruidachtige planten. Enkele soorten zijn halfstruik of struik. Enkele soorten zijn klimplanten. De bladeren zijn afwisselend geplaatst en kunnen enkelvoudig of veerdelig zijn.

## Taxonomie
In België en Nederland kent dit geslacht een aantal vertegenwoordigers:
- Amerikaanse kruidkers (Lepidium virginicum), deze is vanuit Noord-Amerika in Europa ingeburgerd
- Dichtbloemige kruidkers (Lepidium densiflorum)
- Graskers (Lepidium graminifolium)
- Grove varkenskers (Lepidium coronopus)
- Kleine varkenskers (Lepidium didymum)
- Steenkruidkers (Lepidium ruderale)
- Pijlkruidkers (Lepidium draba)
- Peperkers (Lepidium latifolium)
- Rozetkruidkers (Lepidium heterophyllum)
- Veldkruidkers (Lepidium campestre)

Buiten België en Nederland zijn een aantal van de andere soorten:
- Lepidium africanum
- Lepidium amelum
- Lepidium biplicatum
- Lepidium bonariense
- Lepidium catapycnon
- Lepidium desvauxii
- Lepidium drummondii
- Lepidium echinatum
- Lepidium ecuadoriense
- Lepidium englerianum
- Lepidium fasciculatum
- Lepidium flavum
- Lepidium flexicaule
- Lepidium foliosum
- Lepidium fremontii
- Lepidium genistoides
- Lepidium ginninderrense
- Lepidium howei-insulae
- Lepidium hypenantion
- Lepidium hyssopifolium
- Lepidium jaredii
- Lepidium lasiocarpum is bestudeerd om verschillende hypothesen over het ontkiemen van de zaden van eenjarigen in de woestijn te testen[1]
- Lepidium latipes
- Lepidium lyratogynum
- Lepidium merrallii
- Lepidium meyenii -Maca, wordt traditioneel in de Andes gebruikt voor energie en vruchtbaarheid. O.a. A. F. G. Cicero, E. Bandieri en R. Arletti deden hiernaar onderzoek bij ratten en bewezen daar een stimulerend effect op de seksuele activiteit.[2]
- Lepidium monoplocoides
- Lepidium montanum
- Lepidium nitidum
- Lepidium oxycarpum
- Lepidium oxytrichum
- Lepidium papillosum
- Lepidium pedicellosum
- Lepidium peregrinum
- Lepidium perfoliatum
- Lepidium phlebopetalum
- Lepidium pholidogynum
- Lepidium platypetalum
- Lepidium pseudohyssopifolium
- Lepidium pseudoruderale
- Lepidium pseudotasmanicum
- Lepidium puberulum
- Lepidium quitense
- Lepidium rotundum
- Lepidium oleraceum
- Lepidium sagittulatum
- Lepidium scandens
- Lepidium squamatum
- Lepidium strictum
- Lepidium sativum (Tuinkers)
- Lepidium thurberi
- Lepidium xylodes

Bij een onderzoek van 2001 naar de moleculaire samenhang tussen 73 taxa in dit geslacht bleek dat er drie hoofdlijnen waren:
1. de secties Lepia en Cardaria,
2. in Australië grex Monoplocoidea,
3. terwijl de overige secties de 4e hoofdlijn vormen.

In het Plioceen/Pleistoceen had een snelle wereldwijde verspreiding plaatsgevonden.